# Xenolpium pacificum
Espèce
Synonymes
- Olpium pacificum With, 1907
- Olpium zealandiensis Hoff, 1947

Xenolpium pacificum est une espèce de pseudoscorpions de la famille des Olpiidae.

## Distribution
Cette espèce se rencontre en Nouvelle-Zélande et en Australie à l'île Norfolk et à l'île Lord Howe.

## Description
Les mâles mesurent de 2,0 à 2,5 mm et les femelles de 2,5 à 3,5 mm.

## Liste des sous-espèces
Selon Pseudoscorpions of the World (version 3.0) :
- Xenolpium pacificum norfolkense Beier, 1976 de l'île Norfolk
- Xenolpium pacificum pacificum (With, 1907) de Nouvelle-Zélande et île Lord Howe

## Systématique et taxinomie
Cette espèce a été décrite sous le protonyme Olpium pacificum par With en 1907. Elle est placée dans le genre Xenolpium par Chamberlin en 1930. Olpium zealandiensis a été placée en synonymie par Beier en 1976.

## Publications originales
- With, 1907 : On some new species of the Cheliferidae, Hans., and Garypidae, Hans., in the British Museum. Journal of the Linnean Society of London, Zoology, vol. 30, p. 49-85.
- Beier, 1976 : The pseudoscorpions of New Zealand, Norfolk, and Lord Howe. New Zealand Journal of Zoology, vol. 3, no 3, p. 199-246 (texte intégral).